# Argentina Open
El Torneig de Buenos Aires, oficialment conegut com a Argentina Open, és un torneig de tennis professional que es disputa anualment sobre terra batuda al Buenos Aires Lawn Tennis Club de Buenos Aires, Argentina. Actualment pertany a les sèries ATP World Tour 250 del circuit ATP masculí. És un dels quatre torneigs que actualment conformen la denominada gira llatinoamericana de terra batuda, que es juga en les setmanes compreses entre l'Obert d'Austràlia i el començament del Masters d'Indian Wells.
El torneig es va disputar intermitentment des de l'aparició de l'era open al tennis, i per les pistes argentines hi han desfilat estrelles com Ivan Lendl, Björn Borg, Roy Emerson, Rod Laver i Guillermo Vilas, entre molts d'altres. Actualment es disputa durant el mes de febrer, encara que anteriorment es va disputar durant el mes de novembre. També va tenir el nom de Copa Telmex i Copa Claro.
El torneig és reconegut per la gran quantitat d'espectadors que presenta cada any, tot i que és un torneig de la categoria més baixa dins dels torneigs de l'ATP. El 2006 hi van acudir més de 64.000 persones durant els set dies de competició. Avui és el tercer torneig ATP del tipus International Series amb més assistència de públic, darrere del de Sydney i Los Angeles.
El jugador que ha guanyat més vegades el torneig és Guillermo Vilas, amb 8 títols individuals.

## Palmarès

### Individual masculí
| Any        | Campió                 | Finalista              | Resultat                     |
| ---------- | ---------------------- | ---------------------- | ---------------------------- |
| 2025       | João Fonseca           | Francisco Cerúndolo    | 6−4, 7−6(1)                  |
| 2024       | Facundo Díaz Acosta    | Nicolás Jarry          | 6−3, 6−4                     |
| 2023       | Carlos Alcaraz         | Cameron Norrie         | 6−3, 7−5                     |
| 2022       | Casper Ruud (2)        | Diego Schwartzman      | 5−7, 6−2, 6−3                |
| 2021       | Diego Schwartzman      | Francisco Cerúndolo    | 6−1, 6−2                     |
| 2020       | Casper Ruud            | Pedro Sousa            | 6−1, 6−4                     |
| 2018       | Dominic Thiem (2)      | Aljaž Bedene           | 6−2, 6−4                     |
| 2017       | Aleksandr Dolgopòlov   | Kei Nishikori          | 7−6(4), 6−4                  |
| 2016       | Dominic Thiem          | Nicolás Almagro        | 7−6(2), 3−6, 7−6(4)          |
| 2015       | Rafael Nadal           | Juan Mónaco            | 6−4, 6−1                     |
| 2014       | David Ferrer (3)       | Fabio Fognini          | 6−4, 6−3                     |
| 2013       | David Ferrer           | Stanislas Wawrinka     | 6−4, 3−6, 6−1                |
| 2012       | David Ferrer           | Nicolás Almagro        | 4−6, 6−3, 6−2                |
| 2011       | Nicolás Almagro        | Juan Ignacio Chela     | 6−3, 3−6, 6−4                |
| 2010       | Juan Carlos Ferrero    | David Ferrer           | 5−7, 6−4, 6−3                |
| 2009       | Tommy Robredo          | Juan Mónaco            | 7−5, 2−6, 7−6                |
| 2008       | David Nalbandian       | José Acasuso           | 3−6, 7−6, 6−4                |
| 2007       | Juan Mónaco            | Alessio di Mauro       | 6−1, 6−2                     |
| 2006       | Carles Moyà (3)        | Filippo Volandri       | 7−6, 6−4                     |
| 2005       | Gastón Gaudio          | Mariano Puerta         | 6−4, 6−4                     |
| 2004       | Guillermo Coria        | Carles Moyà            | 6−4, 6−1                     |
| 2003       | Carles Moyà            | Guillermo Coria        | 6−3, 4−6, 6−4                |
| 2002       | Nicolás Massú          | Agustín Calleri        | 2−6, 7−6, 6−2                |
| 2001       | Gustavo Kuerten        | José Acasuso           | 6−1, 6−3                     |
| 2000       | No celebrat            | No celebrat            | No celebrat                  |
| 1999       | No celebrat            | No celebrat            | No celebrat                  |
| 1998       | No celebrat            | No celebrat            | No celebrat                  |
| 1997       | No celebrat            | No celebrat            | No celebrat                  |
| 1996       | No celebrat            | No celebrat            | No celebrat                  |
| 1995       | Carles Moyà            | Fèlix Mantilla         | 6−0, 6−3                     |
| 1994       | Àlex Corretja          | Javier Frana           | 6−3, 5−7, 7−6                |
| 1993       | Carles Costa           | Alberto Berasategui    | 3−6, 6−1, 6−4                |
| 1992       | No celebrat            | No celebrat            | No celebrat                  |
| 1991       | No celebrat            | No celebrat            | No celebrat                  |
| 1990       | No celebrat            | No celebrat            | No celebrat                  |
| 1989       | No celebrat            | No celebrat            | No celebrat                  |
| 1988       | Javier Sánchez Vicario | Guillermo Pérez-Roldán | 6−2, 7−6                     |
| 1987       | Guillermo Pérez-Roldán | Jay Berger             | 3−2, retirada                |
| 1986       | Jay Berger             | Franco Davín           | 6−3, 6−3                     |
| 1985       | Martín Jaite           | Diego Pérez            | 6−4, 6−2                     |
| 1984       | No celebrat            | No celebrat            | No celebrat                  |
| 1983       | No celebrat            | No celebrat            | No celebrat                  |
| 1982       | Guillermo Vilas (8)    | Alejandro Ganzábal     | 6−2, 6−4                     |
| 1981       | Ivan Lendl             | Guillermo Vilas        | 6−2, 6−2                     |
| 1980       | José Luis Clerc (2)    | Rolf Gehring           | 6−7, 2−6, 7−5, 6−0, 6−3      |
| 1979       | Guillermo Vilas        | José Luis Clerc        | 6−1, 6−2, 6−2                |
| 1978       | José Luis Clerc        | Víctor Pecci           | 6−4, 6−4                     |
| 1977 (nov) | Guillermo Vilas        | Jaime Fillol           | 6−4, 6−4                     |
| 1977 (abr) | Guillermo Vilas        | Wojtek Fibak           | 6−4, 6−3, 6−0                |
| 1976       | Guillermo Vilas        | Jaime Fillol           | 6−2, 6−2, 6−3                |
| 1975       | Guillermo Vilas        | Adriano Panatta        | 6−1, 6−4, 6−4                |
| 1974       | Guillermo Vilas        | Manuel Orantes         | 6−3, 0−6, 7−5, 6−2           |
| 1973       | Guillermo Vilas        | Björn Borg             | 3−6, 6−7, 6−4, 6−6, retirada |
| 1972       | Karl Meiler            | Guillermo Vilas        | 6−7, 2−6, 6−4, 6−4, 6−4      |
| 1971       | Željko Franulović (2)  | Ilie Năstase           | 6−3, 7−6, 6−1                |
| 1970       | Željko Franulović      | Manuel Orantes         | 6−4, 6−2, 6−0                |
| 1969       | Francois Jauffret      | Željko Franulović      | 3−6, 6−2, 6−4, 6−3           |
| 1968       | Roy Emerson            | Rod Laver              | 9−7, 6−4, 6−4                |

### Dobles masculins
| Any        | Campions                              | Finalistes                            | Resultat                |
| ---------- | ------------------------------------- | ------------------------------------- | ----------------------- |
| 2025       | Guido Andreozzi Théo Arribagé         | Rafael Matos Marcelo Melo             | 7−5, 4−6, [10−7]        |
| 2024       | Simone Bolelli Andrea Vavassori       | Marcel Granollers Horacio Zeballos    | 6−2, 7−6(6)             |
| 2023       | Simone Bolelli Fabio Fognini (2)      | Nicolás Barrientos Ariel Behar        | 6−2, 6−4                |
| 2022       | Santiago González Andrés Molteni      | Fabio Fognini Horacio Zeballos        | 6−1, 6−1                |
| 2021       | Tomislav Brkić Nikola Ćaćić           | Ariel Behar Gonzalo Escobar           | 6−3, 7−5                |
| 2020       | Marcel Granollers Horacio Zeballos    | Guillermo Durán Juan Ignacio Londero  | 6−4, 5−7, [18−16]       |
| 2018       | Andrés Molteni Horacio Zeballos       | Juan Sebastián Cabal Robert Farah     | 6−3, 5−7, [10−3]        |
| 2017       | Juan Sebastián Cabal Robert Farah (2) | Santiago González David Marrero       | 6−1, 6−4                |
| 2016       | Juan Sebastián Cabal Robert Farah     | Íñigo Cervantes Paolo Lorenzi         | 6−3, 6−0                |
| 2015       | Jarkko Nieminen Andre Sa              | Pablo Andújar Oliver Marach           | 4−6, 6−4, [10−7]        |
| 2014       | Marcel Granollers Marc López          | Pablo Cuevas Horacio Zeballos         | 7−5, 6−4                |
| 2013       | Simone Bolelli Fabio Fognini          | Nicholas Monroe Simon Stadler         | 6−3, 6−2                |
| 2012       | David Marrero Fernando Verdasco       | Michal Mertiňák André Sá              | 6−4, 6−4                |
| 2011       | Oliver Marach Leonardo Mayer          | Franco Ferreiro André Sá              | 7−6(6), 6−3             |
| 2010       | Sebastián Prieto Horacio Zeballos     | Simon Greul Peter Luczak              | 7−6(4), 6−3             |
| 2009       | Marcel Granollers Alberto Martín      | Nicolás Almagro Santiago Ventura      | 6–3, 5–7, [10–8]        |
| 2008       | Agustín Calleri Luís Horna            | Werner Eschauer Peter Luczak          | 6−0, 6−7, [10−2]        |
| 2007       | Martín García Sebastián Prieto        | Albert Montañés Rubén Ramírez Hidalgo | 6−4, 6−2                |
| 2006       | Frantisek Cermak Leos Friedl (2)      | Boris Pashanski Vasilis Mazarakis     | 6−1, 6−2                |
| 2005       | Frantisek Cermak Leos Friedl          | José Acasuso Sebastián Prieto         | 6−2, 7−5                |
| 2004       | Lucas Arnold Mariano Hood             | Federico Browne Diego Veronelli       | 7−5, 6−7, 6−4           |
| 2003       | Mariano Hood Sebastián Prieto         | Lucas Arnold David Nalbandian         | 6−2, 6−2                |
| 2002       | Gastón Etlis Martín Rodríguez         | Simon Aspelin Andrew Kratzmann        | 3−6, 6−3, [10−4]        |
| 2001       | Lucas Arnold Tomàs Carbonell          | Mariano Hood Sebastián Prieto         | 5−7, 7−5, 7−6           |
| 2000       | No celebrat                           | No celebrat                           | No celebrat             |
| 1999       | No celebrat                           | No celebrat                           | No celebrat             |
| 1998       | No celebrat                           | No celebrat                           | No celebrat             |
| 1997       | No celebrat                           | No celebrat                           | No celebrat             |
| 1996       | No celebrat                           | No celebrat                           | No celebrat             |
| 1995       | Vicent Spadea Christo Van Rensburg    | Jiri Novak David Rikl                 | 6−3, 6−3                |
| 1994       | Sergio Casal Emilio Sánchez Vicario   | Tomàs Carbonell Francisco Roig        | 6−3, 6−2                |
| 1993       | Tomàs Carbonell Carles Costa          | Sergio Casal Emilio Sánchez Vicario   | 6−4, 6−4                |
| 1992       | No celebrat                           | No celebrat                           | No celebrat             |
| 1991       | No celebrat                           | No celebrat                           | No celebrat             |
| 1990       | No celebrat                           | No celebrat                           | No celebrat             |
| 1989       | No celebrat                           | No celebrat                           | No celebrat             |
| 1988       | Carles Costa Javier Sánchez           | Eduardo Bengoechea José Luis Clerc    | 6−3, 3−6, 6−3           |
| 1987       | Sergio Casal Tomàs Carbonell          | Jay Berger Horacio De La Peña         | Renúncia                |
| 1986       | Loic Courteau Horst Skoff             | Gustavo Luza Gustavo Tiberti          | 3−6, 6−4, 6−3           |
| 1985       | Martín Jaite Christian Miniussi       | Eduardo Bengoechea Diego Pérez        | 6−4, 6−3                |
| 1984       | No celebrat                           | No celebrat                           | No celebrat             |
| 1983       | No celebrat                           | No celebrat                           | No celebrat             |
| 1982       | Hans Kary Zoltan Kuharszky            | Ángel Giménez Manuel Orantes          | 7−5, 6−2                |
| 1981       | Marcos Hocevar Joao Soares            | Alvaro Fillol Jaime Fillol            | 7−6, 6−7, 6−4           |
| 1980       | Hans Gildemeister Andres Gomez        | Ángel Giménez Jairo Velasco           | 6−4, 7−5                |
| 1979       | Tomas Smid Sherwood Stewart           | Marcos Hocevar Joao Soares            | 6−1, 7−5                |
| 1978       | Chris Lewis Van Winitsky              | José Luis Clerc Belus Prajoux         | 6−4, 3−6, 6−0           |
| 1977 (nov) | Ion Țiriac Guillermo Vilas            | Ricardo Cano Antonio Muñoz            | 6−4, 6−0                |
| 1977 (abr) | Wojtek Fibak Ion Țiriac               | Lito Álvarez Guillermo Vilas          | 7−5, 0−6, 7−6           |
| 1976       | Carlos Kirmayr Tito Vásquez           | Ricardo Cano Belus Prajoux            | 6−4, 7−5                |
| 1975       | Paolo Bertolucci Adriano Panatta      | Jurgen Fassbender Hans-Jürgen Pohmann | 7−6, 6−7, 6−4           |
| 1974       | Manuel Orantes Guillermo Vilas        | Clark Graebner Thomaz Koch            | 6−4, 6−3                |
| 1973       | Ricardo Cano Guillermo Vilas          | Patricio Cornejo Iván Molina          | 7−6, 6−3                |
| 1972       | No celebrat                           | No celebrat                           | No celebrat             |
| 1971       | Željko Franulović Ilie Năstase        | Patricio Cornejo Jaime Fillol         | 6−4, 6−4                |
| 1970       | Bob Carmichael Ray Ruffels            | Željko Franulović Jan Kodes           | 7−5, 6−2, 5−7, 6−7, 6−3 |
| 1969       | Patricio Cornejo Jaime Fillol         | Roy Emerson Frew McMillan             | Renúncia                |
| 1968       | No celebrat                           | No celebrat                           | No celebrat             |